# Baptiste Malherbe
Baptiste Malherbe, né le 15 novembre 1981 à Chartres est un dirigeant sportif français, actuel président-directeur général de l’AJ Auxerre et membre du comité exécutif de la FFF.

## Biographie

### Origines et formation
Originaire de Brou, dans l’Eure-et-Loir, Baptiste Malherbe découvre très jeune le monde du football à travers son ami d’enfance Benjamin Nivet, formé à l’AJ Auxerre. Joueur amateur au sein de l’OC Châteaudun, il tente brièvement sa chance au centre de formation du Stade Rennais mais se réoriente vers des études de management du sport, conscient de ses limites physiques pour évoluer au haut niveau.
Il consacre son mémoire de fin d’études à l’exploitation du stade Bollaert-Delelis du RC Lens, puis commnce sa carrière en 2003 comme responsable communication au FC Gueugnon.

### Parcours à l’AJ Auxerre
Repéré par les dirigeants de l’AJ Auxerre en 2005, alors que Gueugnon affronte l’AJA, Baptiste Malherbe intègre l’organigramme du club icaunais, où il gravit progressivement tous les échelons. Il devient directeur Délégué en 2014, puis directeur général. En 2022, il est nommé président-directeur général, cumulant ainsi les fonctions exécutives les plus hautes. Il fera un court passage au FC Lorient en qualité de directeur général-adjoint lors de la saison 2013-2014 avant de revenir à l'AJA.

#### 2022 - Montée en Ligue 1 à Saint-Étienne
Le 29 mai 2022, l’AJ Auxerre retrouve la Ligue 1 après dix ans d’absence, en battant l’AS Saint-Étienne lors des barrages. Le club devient alors le premier de Ligue 2 à obtenir sa montée en s’imposant face au 18e de Ligue 1. La victoire, acquise aux tirs au but dans un stade Geoffroy-Guichard bouillant, est marquée par le tir décisif du capitaine Birama Touré. Ce match constitue un tournant pour Baptiste Malherbe, tant sur le plan émotionnel que symbolique, incarnant l’aboutissement d’une politique de reconstruction méthodique,.

#### 2024 - Remontée en Ligue 1 et titre de Champion de France de Ligue 2
Après une relégation en 2023, le club rebondit immédiatement. La saison 2023-2024 est marquée par une remontée en Ligue 1 avec un titre de champion de Ligue 2 acquis à deux journées de la fin, une affluence record (plus de 280 000 spectateurs cumulés), des résultats solides des équipes jeunes (U19 qualifiés en Youth League), et la montée en D3 des féminines. A la tête du club, l'AJA parvient à se maintenir en Ligue 1 lors de la saison 2024-2025.

#### Projet d’agrandissement et ancrage territorial
Baptiste Malherbe défend un modèle d’ancrage territorial fort. Selon un sondage de la Ligue de football professionnel (LFP), 30 % des personnes intéressées par le football s’intéressent à l’AJA, et la moitié des spectateurs du stade ne sont pas originaires de l’Yonne. Pour lui, l’AJA reste une « anomalie » dans le football moderne.
Sous la présidence de Baptiste Malherbe, l’AJ Auxerre a engagé une réflexion sur le développement de ses infrastructures, en particulier  l’agrandissement du stade Abbé-Deschamps, actuellement limité à 18 000 places. Le projet vise à faire du stade un site sportif majeur en Bourgogne du nord, capable d’accueillir d’autres événements que le football. Dans un contexte de forte fréquentation (plus de 15 000 spectateurs de moyenne en 2023-2024), Baptiste Malherbe souhaite adapter les capacités du club à ses ambitions sportives et économiques, tout en s’appuyant sur la formation et le tissu local pour compenser les limites démographiques du territoire.

## Palmarès avec l'AJA en tant que président
- Champion de France de Ligue 2 : 2024